# Allen Smith
Allen Smith est un directeur de la photographie.

## Filmographie
- 1972 : Montréal blues
- 1985 : The Basque Whalers of Labrador
- 1990 : Desjardins (TV)
- 1990 : Formule 1 (série TV)
- 1996 : Urgence (série TV)
- 1999 : Hemingway: A Portrait
- 1999 : Histoires d'hiver
- 2001 : La Forteresse suspendue
- 2002 : Régina !
- 2002 : Agent of Influence (TV)
- 2003 : La Grande Séduction
- 2005 : D'Artagnan et les Trois Mousquetaires
- 2005 : Maman Last Call
- 2007 : Ali Baba et les 40 voleurs (TV)
- 2008 : Facing Champlain: A Work in 3 Dimensions
- 2013 : Maïna